# جین کورکوران

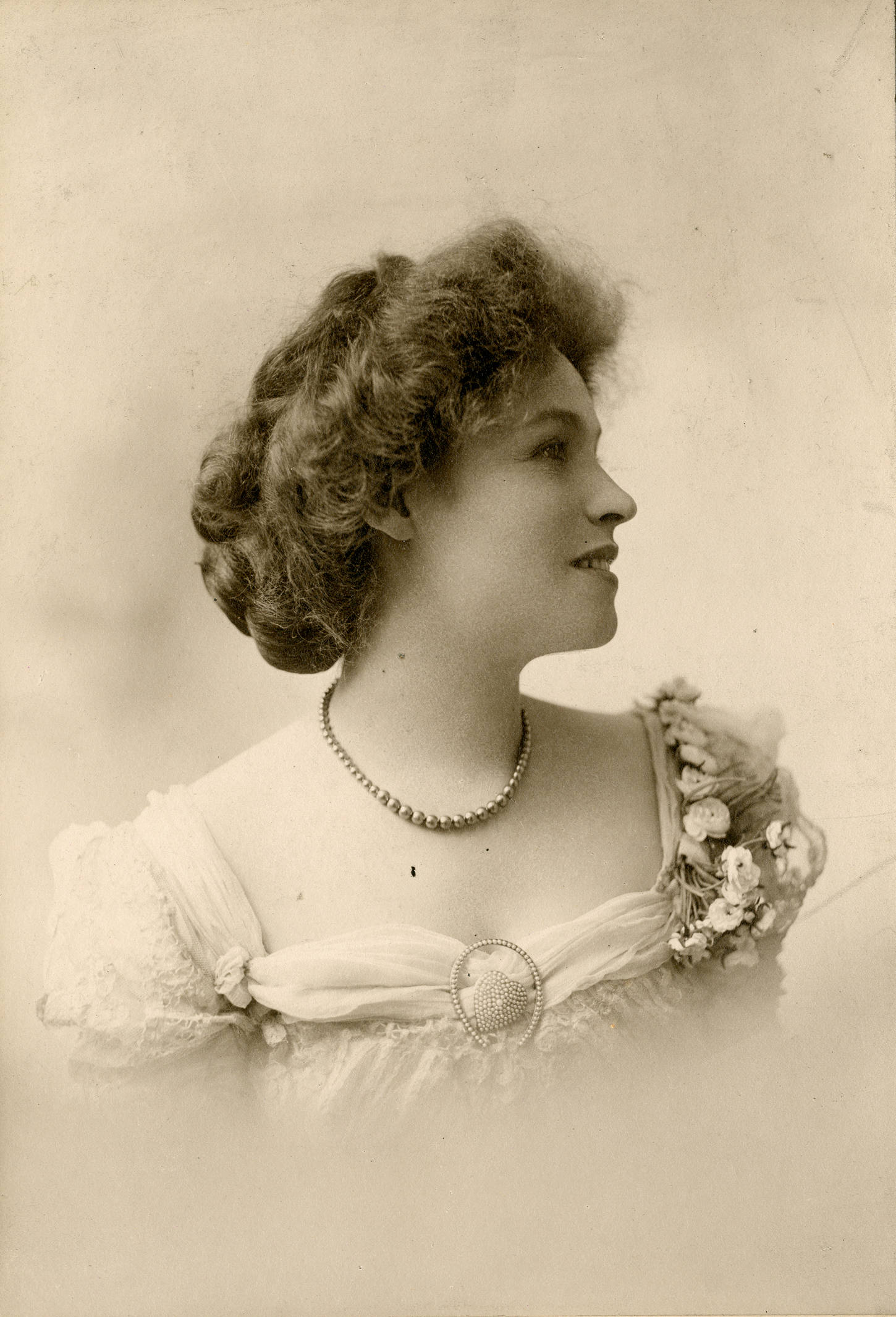

جین کورکوران (زاده ۱۳ اوت ۱۸۸۱ – درگذشته ۲۷ اوت ۱۹۶۱) یک بازیگر آمریکایی بود. جین النور کورکوران در سانفرانسیسکو به دنیا آمد. او دختر بازیگر استا (یا استا) ویلیامز و جوزف تی کورکوران، و دختر ناتنی کارگردان آرتور کلیفورد آیستون بود. کلیفورد آیستون مدیر برنامهٔ او نیز بود. او بازیگری را از کودکی شروع کرد. وی تحصیلات خود در مؤسسه فرشتگان مقدس در فورت لی، نیوجرسی شرکت کرد.